# 路易莎·迪奥戈
路易莎·迪亚斯·迪奥戈（葡萄牙語：Luísa Dias Diogo，1958年4月11日—），莫桑比克女政治家，莫桑比克解放阵线成员，前莫桑比克总理。
| 前任： 帕斯库亚尔·莫昆比 | 莫桑比克总理 2004年至2010年 | 繼任： 艾雷斯•阿里 |